# 坂上真清
坂上 真清（さかうえ ますみ）は、日本の男性ケルティックハープ（アイリッシュハープ）奏者である。

## 概要
演奏に使用しているのは18世紀以前のケルトの伝統的スタイルである金属弦を張ったハープで、ヨーロッパ伝統音楽に影響を受けた自身のオリジナル曲を中心に18世紀アイルランド盲目のハーパーで作曲家 ターロック・オキャロラン の作品の演奏などを行う。これまでにソロ名義の作品とオリジナル曲を演奏するユニット ハンドリオン スリーラビリンス フェオエ などでCDを発表している。

## 主な活動
イギリスのトラッド音楽とロックを融合させたグループ ヴァーミリオンサンズ にてギターとハープを担当する。1987年に1stアルバム『Water Blue』発表後、アイルランドの伝統的なスタイルである金属弦を張ったケルティックハープでアイルランドのトラディショナル音楽の演奏活動をスタートさせる。アイルランド大使公邸にて皇后陛下を招いてのレセプション、アイルランドのオキャロランフェスティバル、日本で開催されたケルティックフェスティバル、秋篠宮御夫妻を招いてのエメラルドボールなどで演奏。
1989年
- ZABADAK『飛行夢』のレコーディングにゲスト参加。

1991年
- ZABADAK『私は羊』のレコーディングにゲスト参加。

1992年　
- 成増アクトホールで開催された第1回ケルティックフェスティバルに参加。

1993年　
- ヴァーミリオンサンズが参加したオムニバスCD『7 Days of a Life』がフランスの MUSEA レコードより発売。
- 東京R'n Hallで1993年と1994年に開催されたケルティックフェスティバルに参加。

1994年　
- 東京で活動している民族音楽の演奏家達とによるCD『東京楽士・世界の音と遊ぶ』に参加。

1998年　
- ZABADAK『はちみつ白書』のレコーディングにゲスト参加。

1999年　
- ヴァーミリオンサンズ の『Water Blue』がフランス MUSEA レコードから再発。
- 18世紀以前のアイルランドのハープ音楽を演奏した1枚目のCD 『クラルサッハ』をBIOSPHERE RECORDSより発表。また発売記念コンサートを ティアラこうとう にて開催。

2000年　
- AM,FM全国ネット「NHK ラジオ深夜便 ～ サウンドオアシス」に生演奏出演。

2001年
- アイルランドの女性詩人 ヌーラ・ニー・ゴーノル のゲール語詩集「ファラオの娘」出版の際 本に付けられたヌーラ本人と檀ふみによる朗読CDのオープニングとエンディングにクラルサッハの音楽が使用された。 それに伴い来日したヌーラのティアラこうとうでの出版記念コンサートにて共演。

2002年　
- NPO法人語り手たちの会 櫻井美紀 主催によるティアラこうとうで開かれたコンサート「スコットランドの歌と踊り」にてスコットランドの吟遊詩人 ニック・ヘネシー と共演。

2003年　
- フジTVで放送されたアニメ 灰羽連盟 のサウンドトラック 『ハネノネ』に作曲と演奏で参加。パイオニアLDC（現：NBCユニバーサル）より発売。

2006年　
- 最も高名なアイルランドの吟遊詩人 ターロック・オキャロラン の作品を集めた2ndソロCD『アイルランド最後の吟遊詩人〜オキャロランの世界』発表。 後に雑誌「たまごクラブ」にて胎教にお勧めのCDとして紹介される。

2010年　
- ケルトやヨーロッパ伝統音楽の香り漂うオリジナル曲を演奏するユニット ハンドリオン として『ムジカ ハンドリオン』発表。

2012年　
- 世界遺産プロジェクトin平泉『久遠の鐘』にメランコリックなオリジナル曲を中心に演奏するケルティック室内楽フェオエ として4曲の楽曲提供と演奏にて参加。
- 世界遺産である平泉の 毛越寺 中尊寺 本堂にて奉納演奏を行う。

2013年　
- 2ndソロCD『アイルランド最後の吟遊詩人 オキャロランの世界』ボーナストラックを付けたリマスター盤再発。
- 関西ケルト音楽オムニバスCD『ケルトシットルケVol.3』へ4曲の楽曲提供と演奏で参加。

2014年　
- 全曲オリジナルによる「ハンドリオン」2ndCD『森のサーカス夜奏会』を発表。
- 東京演劇アンサンブル 創立60周年公演『無実』の舞台音楽を担当。

2017年　
- 『ケルトシットルケ Vol.5』に スリーラビリンス としてオリジナル3曲を収録。

2018年　
- オリジナルと北欧音楽を演奏するスリーラビリンスのCD『3つの迷宮 ～North Isle Town～』発表。
- 「細坪基佳」デビュー45周年記念アルバム「Old Time is Good Time」に参加。
- オリジナル曲と アイルランド や ブルターニュ のケルト音楽を演奏した3枚目となるハープソロCD『ケルティック サクセション ～ケルトの幻影～』をティートックレコーズ より発表。

2019年　
- ハンドリオン の音楽が 劇団しゃれこうべ 本公演 シェイクスピア【夏の夜の夢】の音楽に使用された。

2023年　
- アイルランドとブルターニュのトラッド、オリジナル曲を収録したソロ名義として4作目となる 『サークルカラー』 をネット配信の形で発表。
- 自身の音楽作品を取り扱うオフィシャルネットショッブ Celtic Harp Market を開設。
- 通算ソロ5作目となるオリジナル曲集のCD 『蒼を奏でる  ～Celtic Harp Songbook Vol.1～』 を発表。

2024年
- スリーラビリンス が残したすべての音源を新たに1つの作品として再構成した『3つの迷宮 コンプリート・エディション (完全版)』がYouTubeポッドキャストにて公開された。
- ヴァーミリオンサンズ オリジナルメンバーによる最後の新曲で未発表作品 空の揺りかご のライブ動画がYouTubeにて公開された。

## ディスコグラフィ

### オリジナル・アルバム

#### 坂上真清ソロ
- クラルサッハ （1999年）
- アイルランド最後の吟遊詩人 オキャロランの世界 （2006年）
- 同　 ～デジタルリマスター&ボーナストラック盤再発～ （2013年）
- ケルティック サクセション  ～ケルトの幻影～ （2018年）
- サークルカラー（2023年）
- 蒼を奏でる  ～Celtic Harp Songbook Vol.1～（2023年）

#### ハンドリオン
- ムジカ ハンドリオン （2010年）
- 森のサーカス夜奏会（2014年）

#### スリーラビリンス
- 3つの迷宮 ～North Isle Town～（2018年）
- 3つの迷宮「コンプリートエディション～完全版」  (2024年)

#### コンピレーション
- 東京楽士・世界の音と遊ぶ（1994年） ハープソロで1曲参加
- 灰羽連盟 サウンドトラック  ハネノネ （2002年）「Wonderling」の作曲・演奏で参加。
- 世界遺産プロジェクトin平泉  久遠の鐘（2012年）作曲・演奏で計4曲参加。
- ケルトシットルケVol.3（2013年）作曲・演奏で計5曲参加。
- ケルトシットルケVol.5（2017年）スリーラビリンス として参加。オリジナル3曲収録。

#### ヴァーミリオンサンズ
- ウォーターブルー （1987年）
- 7 DAYS OF A LIFE （1993年） 世界7カ国のバンドによるオムニバスアルバム　楽曲提供＆演奏で1曲参加

#### 主なゲスト参加アルバム
- ZABADAK
  - 『遠い音楽』（1990年）
  - 『私は羊』（1991年）
  - 『はちみつ白書』（1998年）
- アコースティックアストゥーリアス『Marching Grass On The Hill』（2006年）
- リトルフォーク『An afternoon dream』（2009年）
- 細坪基佳『デビュー45周年記念アルバム Old Time is Good Time』（2018年）